# A Nu Day
A Nu Day är det andra studioalbumet av den kanadensiska sångaren Tamia, utgivet i USA den 10 oktober 2000 av Elektra. A Nu Day markerade en ny era för Tamia då det inte skapades under vägledning och översyn av tidigare mentorn Quincy Jones som hon skrev på ett skivkontrakt för 1994. Med Sylvia Rhone som chefsproducent tilläts Tamia nu för första gången stor kreativ kontroll över sin musik vilket innebar låtar med ungdomligare framtoning än tidigare samt en nyfunnen sexigare stiländring. En mindre skara musikproducenter arbetade på albumet jämfört med debuten, däribland Missy Elliott, Dallas Austin, Bink!, Shep Crawford, Errol "Poppi" McCalla och Jazz Nixon.
Vid utgivningen mottog A Nu Day mestadels blandad kritik från musikrecensenter där några uppskattade steget bort från vuxenpopen på hennes tidigare verk samt Tamias sångframföranden. Andra avfärdade albumet och ansåg att hon inte lyckades urskilja sig från andra samtida kvinnliga R&B-utövare. Tre singlar gavs ut från albumet. Huvudsingeln var "Can't Go for That" som nådde topp-trettio på R&B-singellistan Hot R&B/Hip-Hop Songs och som med tiden blev populär inom undergroundmusiken tack vare remixversioner. Balladen "Stranger in My House" blev en oväntad framgång för Tamia och Elektra när den nådde topptio på poplistan Billboard Hot 100 och blev hennes största singelframgång i karriären.
A Nu Day nådde plats 46 på den amerikanska albumlistan Billboard 200 och åttondeplatsen på förgreningslistan Top R&B/Hip-Hop Albums. Tack vare "Stranger in My House" uppehöll sig albumet länge på båda albumlistorna och guldbelönades av Recording Industry Association of America. År 2001 mottog Tamia sin tredje kanadensiska Juno Award-nominering när albumet nominerades i kategorin Best R&B/Soul Recording. A Nu Day såldes i 668 000 exemplar fram till 2003 och blev Tamias framgångsrikaste studioalbum i karriären. Albumet har i efterhand fått positiv kritik och lyfts fram som hennes mest djärva och trendmedvetna verk samt ett av de bästa R&B-albumen att ges ut år 2000. Flera av albumets spår har med åren blivit favoriter bland Tamias fans.

## Bakgrund

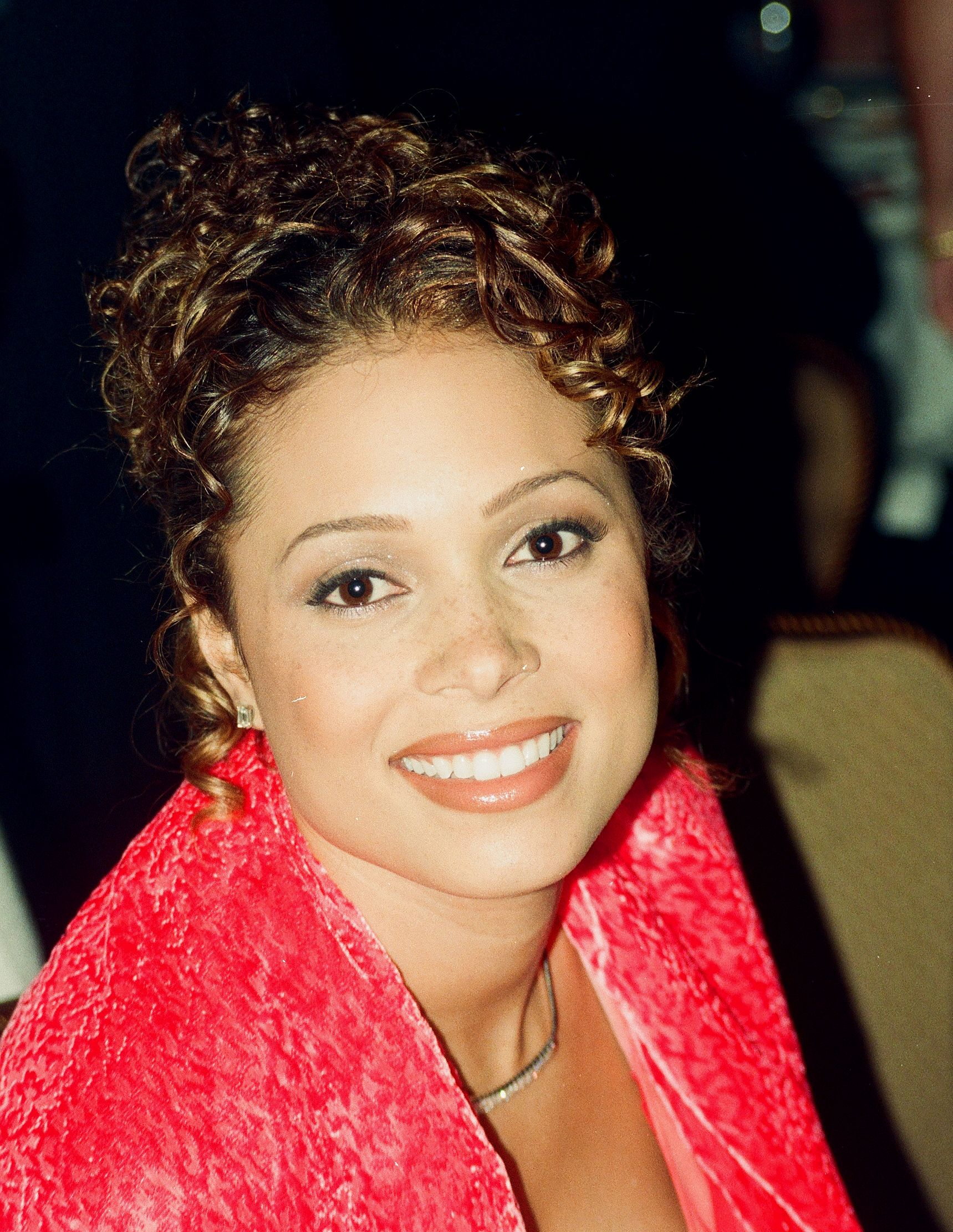
Tamia (på bilden) släppte sitt debutalbum på Quincy Jones' Qwest Records 1998.

Den kanadensiska sångaren Tamia (född Tamia Washington) erbjöds ett skivkontrakt av den amerikanska musikmogulen Quincy Jones år 1994. Som tonåring medverkade hon på hans studioalbum Q's Jook Joint (1994) vilket gav musiksinglarna "You Put a Move on My Heart" (1994) och "Slow Jams" (1996). Hon medverkade även soundtrackalbumet till den amerikanska actionfilmen Set It Off vilket genererade "Missing You" (1996), ett samarbete med Brandy, Gladys Knight och Chaka Khan. Tamia mottog Grammy Award-nomineringar för alla tre låtarna vilket gjorde henne till en eftertraktad nykomling. Under åren 1996 och 1997 arbetade hon på ett debutalbum som skulle släppas med Jones som mentor på hans eget skivbolag Qwest Records. Samtidigt gjorde hon sin skådespelardebut som sångerskan Sheri Silver i den amerikanska actionfilmen Speed 2: Cruise Control (1997) vilket även gav filmmusiken "Make Tonight Beautiful" (1997) skriven av Diane Warren.
Musikjournalister lovordade Tamias sångröst och förutspådde att hon skulle komma att bli en av de nästa stora kvinnliga sångerskorna i USA. Debuten Tamia släpptes i april 1998 och nådde artondeplatsen på den amerikanska R&B-listan Top R&B/Hip-Hop Albums. Albumet producerades av många, vid tidpunkten, framstående musikkompositörer, däribland Jermaine Dupri, Keith Crouch, Tim & Bob och Mario Winans. Albumet i sig fick ett blandat bemötande från musikjournalister och såldes inte i den mängd som förutspåtts till följd av hypen kring Tamia åren innan. Albumutgivningen gav upphov till fem musiksinglar. Huvudsingeln "Imagination" och uppföljaren "So Into You" blev båda framgångar på amerikanska R&B-marknaden. År 1999 mottog Tamia två kanadensiska Juno Awards i kategorierna Best New Solo Artist och R&B/Soul Recording of the Year. Samma år spelade Tamia in duetten "Spend My Life with You" tillsammans med Eric Benet. Samarbetet nådde förstaplatsen på amerikanska R&B-listan och blev hennes framgångsrikaste singelutgivning fram till dess i karriären.

## Utveckling och inspelning
"Det var dags för mig att gå vidare. Jag var 19 när jag skrev på för Qwest. Nu är jag 25, men har bara gett ut ett album. Jag ville släppa fler album med kortare mellanrum. Därför flyttade jag till Elektra vilket var ganska lätt eftersom det också tillhör Warner."
Efter utgivningen av debutalbumet var Tamia besviken på hur liten kreativ kontroll hon tillåtits på projektet. Hon valde att lämna Qwest och Jones som mentor för att istället skriva på för Sylvia Rhones Elektra Records. Rhone hade introducerats för Tamia flera år tidigare under ett möte för skivbolagsanställda som Jones ordnat. Rhone imponerades av Tamias sångtalang och följde hennes karriär på avstånd under de nästkommande åren. Tamia blev ett eftertraktat tillskott för Elektra som letat efter sin egen "diva", en kvinnlig sångerska som kunde bli deras signaturartist och konkurrera med "andra skivbolags Mariahs och Whitneys". I en intervju sade Elektras marknadsföringsansvarig, Michelle Murray: "Vi tror på Tamia till hundra procent och ser på samarbetet som större än bara på en eller två album. Vi hoppas att hon kommer ha en lång karriär hos oss. Vårt mål är att ta henne till alla nivåer."
Kort efter att ha skrivit på ett skivkontrakt med bolaget började Tamia att arbeta på sitt andra studioalbum och hade som mål att ändra sin image och vara mer involverad i skapandet än på föregångaren. Med Rhones översyn tilläts Tamia för första gången i sin karriär stort kreativt inflytande över vilken slags musik som valdes ut till albumet. Tamia döpte albumet till A Nu Day, en titel som reflekterade förändringarna i hennes karriär och hennes nyfunna egenmakt. I en intervju med Billboard förklarade hon: "På det här albumet ville jag visa att jag växt musikaliskt." Hon fortsatte: "Jag valde låtar som var mycket svårare att sjunga och som hade budskap. Jag har förändrats som kvinna sedan jag var 19." Hon förklarade att albumets innehåll reflekterade hennes eget liv till skillnad från debuten: "När jag växte upp sjöng jag andra artisters låtar. När det väl var dags att spela in mitt debutalbum visste jag inte vad jag ville sjunga om. Sedan dess har jag mera kontakt med mig själv. Den självständigheten är vad jag vill visa." Inför skapandet av albumet hjälpte Tamia till att skriva flera låtar. Rhone blev samtidigt chefsproducent för projektet och anlitade Missy Elliot för att skapa en "självklar" singel. Andra producenter som bidrog med väsentligt material var Shep Crawford, Dallas Austin, Merlin Bobb, Bink!, Errol "Poppi" McCalla och Jazz Nixon.

## Komposition och teman
| "Can't Go for That", en av de första låtarna på A Nu Day, lånar från Hall & Oates låt med samma namn. |  | Remixversionen innehöll rapverser av Snoop Dogg (på bilden), Warren G och Nate Dogg. |
| "Can't Go for That", en av de första låtarna på A Nu Day, lånar från Hall & Oates låt med samma namn. |  | Remixversionen innehöll rapverser av Snoop Dogg (på bilden), Warren G och Nate Dogg. |

Neo Brentacious från Barnes & Noble noterade att Tamia bestod av sorgsna kärleksballader som påminde om musik utgiven av Whitney Houston och att A Nu Day var ett passande namn på sångarens uppföljare som märkte en annan musikalisk inriktning. Det nya albumet innehöll istället "eldiga" och "dramatiska" låtar om kvinnlig egenmakt. A Nu Day hade en ungdomligare framtoning som Rhone hoppades skulle tilltala en bredare publik. I en intervju sade hon: "Vi ville inte riskera några förutfattade meningar utan nå ut till fler människor. Missy levererade låtar som hade en viss ton och en mycket ungdomligare dragningskraft."
A Nu Day inleds med låtarna "Dear John" och "Can't Go for That". Den sistnämnda är en låt i upptempo som producerades av Elliot. Låten har "nostalgiska grooves" lånade från Hall & Oates "I Can't Go for That (No Can Do)". Tamia sjunger om en kärlekspartner som behandlar henne illa. Den innehåller verser som: "Why you got an attitude?", "Why you acting all foolish?" och "I'm supposed to be your nubian queen". Om skapandet av stycket sade Tamia: "Vi hade så roligt tillsammans att vi gjorde fyra låtar till ihop. Hon [Missy Elliot] låter dig göra din egen grej och för henne handlar allt om låtens vibbar". I den officiella remixversionen av låten medverkar rapparna Snoop Dogg, Warren G och Nate Dogg. Austin-kompositionen "Go" har ett liknande tema men där framföraren nu överväger att lämna sin partner som inte "lär sig av sina misstag". Den "medryckande" låten innehåller verserna "I'm must cite these lonely nights/ Beggin' you to do me right/ This time I just don't know/ Heart says stay, mind says go."
"Jag älskade den låten när jag växte upp, men det var inte förrän min man köpte DeBarges Greatest Hits och vi lyssnade på låten i bilen en natt som jag verkligen fick upp intresset för den."
A Nu Day innehåller även flera lugna ballader och slow jams. Albumets femte låt är en cover på El DeBarges gospel-influerade "Love Me in a Special Way" som Tamia, enligt Billboard, "gjort till sin egen". Sångaren var först osäker på att spela in en cover av låten då hon var rädd att den inte skulle accepteras. Tamia, som varit förtjust i stycket sedan hon var ung, beslutade sig till slut för att spela in sin version. I en intervju sade hon: "Jag har alltid velat göra något med bara piano, något väldigt enkelt. När man tycker om något så mycket vill man inte förstöra det." Tamia utvecklade: "Jag ville sjunga den på samma sätt som DeBarge gjorde för det var sångstilen som fick mig att tycka om den. Så jag ville ha den som den var men med en kvinnlig röst förändrades den ändå. Jag ändrade inte musiken särskilt mycket, jag behöll till och med några av hans ad-libs."
Albumet fortsätter med balladen "Stranger in My House" som producerades av Shep Crawford och beskrevs som "dramatisk" och "storslagen" av Billboard. Stycket, som tog en timme för Tamia att spela in och finslipa, beskriver en relation där mannen beter sig som en främling. Inspirationen bakom kompositionen kom från filmen Sjätte sinnet. I refrängen sjunger framföraren: "You gotta be someone else/ Cause he wouldn't touch me like that/ And he wouldn't treat me like you do/ He would adore me, he wouldn't ignore me". Mot slutet av låten sker en "oväntad vändning" när Tamia plötsligt sjunger: "Or could it be/ That the stranger is me/ Have I changed so drastically?" I en intervju förklarade Crawford: "Jag ville skriva en historia som hade en överraskning i slutet. Handlingen får plötsligt en helt annan betydelse". Albumets tionde låt, balladen "Can't No Man", är en av flera kärleksballader på A Nu Day. Tamia dedicerade låten till sin make efter att han hört "Stranger in My House" och bett henne att lägga till några kärlekslåtar på albumet.

## Utgivning och marknadsföring

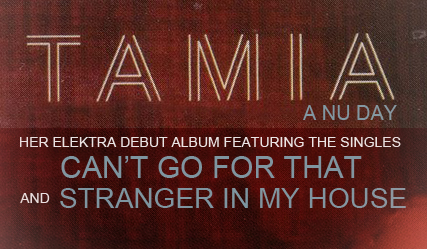
Reklamblad inför utgivningen av albumet.

A Nu Day skickades till butiker den 10 oktober 2000. Inför utgivningsdatumet bedrev Elektra en intensiv marknadsföringskampanj. Kampanjen började den 5 september 2000 med att sångaren besökte skivbutiker, radiostationer, pressmöten och musikvideomarknader. Hon uppträdde vid NetNoirs femårsfirande i New York och vid Female Wellnes Tour i Detroit som sponsrades av Procter & Gamble, Honey Magazine och BET. Elektra anordnade flera "vinn den innan du kan köpa den"-tävlingar på amerikanska radiostationer. Hon besökte även den amerikanska komediserien For Your Love, där hon framförde sin musik, samt den amerikanska prisceremonin Soul Train Awards. Den 7 september samma år uppträdde Tamia och artister som Whitney Houston, Gloria Estefan, 'N Sync, Shaggy och Britney Spears vid TV-specialen An All Star Tribute to Michael Jackson - The King of Pop.
Från A Nu Day släpptes två musiksinglar, "Can't Go for That" och "Stranger in My House". "Can't Go for That" gavs ut som projektets huvudsingel i augusti 2000. Chuck Taylor från Billboard Magazine noterade att singelutgivningen märkte en stiländring för Tamia projekterade en "sexig" och "vuxen" image. Låten mottog mestadels positiv kritik från musikrecensenter. Den klättrade som högst till plats 84 på Hot 100-listan och till plats 23 på förgreningslistan Hot R&B/Hip-Hop Songs. "Stranger in My House" hade premiär på amerikansk radio i mitten av oktober 2000. Låten gavs ut som den andra singeln från skivan den 27 mars 2001 och mottog positiv kritik från musikrecensenter som ansåg att den visade prov på Tamias röstomfång. Kort efter utgivningen blev "Stranger in My House" Tamias framgångsrikaste musiksingel och nådde tiondeplatsen på Hot 100-listan och tredjeplatsen på R&B-listan. Musikvideon, som regisserades av Paul Hunter, uppmärksammades för sitt sensuella innehåll och blev populär på BET under året. Midtempo-spåret "Tell Me Who" gavs ut på 12"-vinyl 1999 och inkluderades senare som B-sida till "Can't Go for That". Låten skickades till amerikanska Urban AC-stationer den 1 maj 2001 som albumets tredje singelutgivning. Den 4 maj samma år var låten den fjärde respektive andra mest tillagda ("Most Added") i radiotopplistorna Urban Top 50 och Urban AC Top 30 utgivna av R&R Magazine.

## Mottagande

### Kritikers respons
Vid lanseringen av A Nu Day ådrog sig albumet blandad kritik från musikjournalister. I en recension av albumet skrev Jose F. Promis vid Allmusic: "Den kanadensiska sångerskan Tamias andra studioalbum, A Nu Day, är ett trevligt pop-R&B-album som inte bryter någon ny mark. Hon har en mera traditionell röst (likt Vanessa Williams) än den gutturala sången från många av hennes jämlika." Han fortsatte: "Med detta sagt, det här albumet erbjuder njutningsbar och lättsmält musik." Promis kritiserade dessvärre flera albumspår, däribland "Un'h... to You" för dess "onödigt sexuella innehåll" och "Long Distance Love" som "försöker göra poesi av AT&T, Bell Atlantic och Sprint men som bara daterar och nedgraderar en annars helt okej album." Neo Brentacious från Barnes & Noble började med att prisa Tamias röst som han beskrev som en "änglalik sopran". Han fortsatte att skriva: "Trots att hon hyllades av kritiker föll debuten platt som en pannkaka. Hennes tur ser ut att vända med uppföljaren A Nu Day, en samling självsäkra och dramafyllda låtar." Brentacious avslutade sin recension med att skriva: "Albumets mest framträdande ballad, 'If I Were You', visar att Tamia inte längre är R&B:s kärlekstörstande prinsessa utan istället en wailande diva som inte tänker finna sig i vad som helst."
Craig Seymour, en skribent för Entertainment Weekly, var inte lika förtjust utan gav albumet betyget C-. Han skrev: "Tamia har gått i Toni Braxton-skolan och lärt sig överdriven, självmedveten soulsång som handlar mer om affektion än äkta känslor. Missy Elliott klämmer in med hårdhänta beats och råa låttexter, men Tamias matta wailanden saknar udd och övertygelse." Han avslutade recensionen med att skriva: "I låtar som var menade att förmedla hjärtekross eller ilska utvinns istället en slags loj smärta." Vincent Jackson från NME höll inte med om detta utan skrev istället att Tamias sångröst hade "blues". Han fortsatte: "Tamia fortsätter den gamla traditionen att sjunga om kärlek, smärta och glädje, med lite sorg instoppad i smeten för helhetens skull. På en stor del av A Nu Day lindar hon tyvärr in sin vånda i en filt av lättglömda, långsamma ballader ('Love Me in a Special Way', 'Stranger in My House' och 'If I Were You')."
Webbplatsen People.com skrev: "På sitt andra studioalbum vill Tamia, en gästartist på Quincy Jones' album Q's Jook Joint, bevisa att hon är inte bara är en bra sångare på andra artisters inspelningar (som på förra årets stora hitlåt, "Spend My Life with You", en duett med Eric Benet). Men på A Nu Day - precis som på föregångaren - kämpar NBA-stjärnan Grant Hills fru att skilja sig från mängden." Recensenten elaborerade: "Faktum är att hiphop-låtarna 'Can't Go for That' och 'Wanna Be', producerade av Missy Elliot, låter mer som Missy än Tamia. Långsamma slow jams som 'Stranger in My House' och hennes cover på DeBarges 'Love Me in a Special Way' verkar passa henne betydligt bättre." Jim Abbott från tidningen Orlando Sentinel var måttligt förtjust i albumet och gav det tre stjärnor av fem. Han ansåg att låttexterna stundtals var svaga och tog de första verserna i albumspåret "Long Distance Love" som exempel: "It's so hard having a long distance love/ Oh, it just seems like you're so far away." Han avslutade recensionen med att skriva: "Territoriet är berest men Tamias starka och uttrycksfulla röst svävar över landskapen med stil." I december 2000 rankade Jet Magazine albumet på åttonde plats på deras lista Jet Top 20 Albums.

### Utmärkelser
Vid Billboards prisceremoni R&B/Hip-Hop Awards var A Nu Day nominerad i kategorin "Top R&B/Hip-Hop Artist - Female". Albumet nominerades även till en Juno Award i kategorin "Best R&B/Soul Recording".

## Försäljning och eftermäle
A Nu Day gick in på plats 51 på amerikanska albumlistan Billboard 200 med 25 000 sålda exemplar första veckan efter utgivning. Andra veckan på listan klättrade albumet till plats 46 vilket blev dess topposition. Veckan efter föll A Nu Day till plats 55. Albumet fortsatte att tappa placeringar på listan fram till januari 2001 när den, under några veckor, istället började klättra från plats 111 till 69. Sista gången albumet noterades på listan var på plats 148. Det tillbringade sammanlagt 27 veckor på Billboard 200. A Nu Day presterade bra på Billboards R&B-topplista Top R&B/Hip-Hop Albums där den gick in på niondeplatsen och därmed blev hennes första topptioalbum i karriären. Albumet nådde åttondeplatsen på listan veckan efter, vilket blev dess topposition. Det tillbringade sammanlagt 38 veckor på listan. A Nu Day guldcertifierades av Recording Industry Association of America den 4 juni 2001.
A Nu Day är Tamias bästsäljande studioalbum samt hennes mest populära i karriären som sålts i 665 000 exemplar fram till 2003. Det har i efterhand uppmärksammats som hennes mest djärva och trendmedvetna album. År 2018 lyfte webbplatsen Soul In Stereo fram albumet som ett av de bästa att ges ut år 2000. Albumspåren "Long Distance Love", "Can’t No Man", "Dear John", "Tell Me Who" och "Stranger In My House" har blivit favoriter bland Tamias fans. Remixversioner av "Can't Go for That" gav låten popularitet inom undergroundmusiken och bland nattklubbar och utsågs till en av Tamias bästa verk i karriären av Classic Rock History.

## Låtlista
| 1.  | "Interlude"                                                                 | Shep Crawford, Shae Jones                                                                   | Shep Crawford        | 1:05 |
| 2.  | "Dear John"                                                                 | Jazz Nixon                                                                                  | Jazz Nixon           | 4:34 |
| 3.  | "Can't Go for That"                                                         | Melissa Elliott, Roosevelt Harrell, S. Allen, Hall & Oates                                  | Bink!, Missy Elliott | 3:46 |
| 4.  | "Go"                                                                        | Dallas Austin, Jasper Cameron                                                               | Dallas Austin        | 4:19 |
| 5.  | "Love Me in a Special Way"                                                  | Eldra DeBarge                                                                               | Shep Crawford        | 4:50 |
| 6.  | "Long Distance Love"                                                        | Melissa Elliott, Errol McCalla                                                              | Missy Elliott, Poppi | 4:44 |
| 7.  | "Stranger in My House"                                                      | Shep Crawford, Shae Jones                                                                   | Shep Crawford        | 4:46 |
| 8.  | "Wanna Be"                                                                  | Melissa Elliott, R. Harrell                                                                 | Bink!, Missy Elliott | 3:18 |
| 9.  | "Un'h... to You"                                                            | Kisa, H. Casey, Richard Finch, Rick James, Keith Murray, Erick Sermon                       | Shep Crawford        | 4:12 |
| 10. | "Can't No Man"                                                              | Melissa Elliott, Errol McCalla                                                              | Missy Elliott, Poppi | 4:00 |
| 11. | "Tell Me Who"                                                               | Anthony Crawford, Tamia Washington                                                          | Shep Crawford        | 4:49 |
| 12. | "If I Were You"                                                             | Anthony Crawford, S. Jones, S. Daniels                                                      | Shep Crawford        | 5:17 |
| 13. | "Can't Go For That" (213 Remix) (featuring Snoop Dogg, Warren G, Nate Dogg) | Melissa Elliott, Roosevelt Harrell, S. Allen, Hall & Oates, Snoop Dogg, Warren G, Nate Dogg | Bink!, Missy Elliott | 3:46 |

| 14. | "Single" | Kelly Price | Kelly Price | 3:56 |

## Medverkande
- Tamia – sång

### Övriga medverkande
- Snoop Dogg – gästartist (spår 13 "Can't Go for That")
- Warren G – gästartist (spår 13 "Can't Go for That")
- Nate Dogg – gästartist (spår 13 "Can't Go for That")
- Debra Killings – bakgrundssång
- Pam Olivia – bakgrundssång
- Fernando Pullum – horn
- Jay Williams – gitarr
- Professa – gitarr, elgitarr
- Rhemario Webber – keyboard
- Sylvia Rhone – chefsproducent
- Merlin Bobb – chefsproducent
- Tamia – chefsproducent
- Dallas Austin – producent
- Missy Elliot – producent
- Shep Crawford – producent, kompositör
- Lili Picou – design
- Daryl Hall – kompositör
- Janna Allen – kompositör
- Chris Gehringer – mastering
- Rick Sheppard – MIDI-ljuddesign
- Bill Importico – ljudtekniker
- Carlton Lynn – ljudtekniker
- Anne Catalino – ljudtekniker
- David "D-Lo" Lopez – ljudtekniker

## Topplistor
| Topplista                              | Högsta listplacering |
| -------------------------------------- | -------------------- |
| USA Billboard 200                      | 46                   |
| USA Top R&B/Hip-Hop Albums (Billboard) | 8                    |

### Vid årets slut
| Topplista                              | Högsta listplacering |
| -------------------------------------- | -------------------- |
| USA Billboard 200                      | 177                  |
| USA Top R&B/Hip-Hop Albums (Billboard) | 48                   |

## Certifikat
| Land       | Certifikat |
| ---------- | ---------- |
| USA (RIAA) | Guld       |

## Utgivningshistorik
| Land           | Datum           | Format       | Skivbolag              |
| -------------- | --------------- | ------------ | ---------------------- |
| Japan          | 1 oktober 2000  | CD           | East West              |
| USA            | 10 oktober 2000 | CD, enhanced | Elektra                |
| Kanada         | 24 oktober 2000 | CD           | Elektra                |
| Frankrike      | 24 oktober 2000 | CD, kassett  | WEA International Inc. |
| Storbritannien | 16 maj 2001     | CD           | WEA International Inc. |
| Tyskland       | 6 augusti 2001  | CD           | WEA International Inc. |